# Parti travailliste géorgien
Le Parti travailliste géorgien (géorgien : საქართველოს ლეიბორისტული პარტია) est un parti politique fondé en 1995.

## Histoire
Le Parti travailliste est un parti politique du centre gauche, d’inspiration sociale-démocrate, ayant une culture d’opposition : il aurait pu présider le Conseil de la ville de Tbilissi une seule fois, mais s'est désisté au profit du parti arrivé en second. En politique étrangère, il affiche une position équilibrée entre la Russie d’une part, les États-Unis et l’Union européenne d’autre part, mais il soutient en pratique une politique pro-occidentale : le 4 octobre 2007, il signe, avec neuf autres partis politiques d’opposition, un appel aux pays membres de l’OTAN pour l’intégration de la Géorgie. 
Cette situation tient probablement au profil de son fondateur, Chalva Natelachvili,par ailleurs co-auteur de la constitution géorgienne, pragmatique, tour à tour allié et opposé à Edouard Chevardnadze, puis à Mikheil Saakachvili et enfin à Bidzina Ivanichvili, et objet d’intimidations, voire de tentatives d’assassinat, durant les 20 années de sa carrière politique. 

## Résultats électoraux
Le 2 juin 2002, lors des élections locales à Tbilissi, le Parti travailliste arrive en tête, devant le Mouvement national. Le 14 juin 2002, il annonce qu’il supporte la candidature de Mikheil Saakachvili, chef de file du Mouvement national et opposant à Edouard Chevardnadze, à la présidence du Conseil de la capitale. 
Lors de la Révolution des Roses, Chalva Natelachvili annonce le 23 novembre 2003, qu’il supporte le président Edouard Chevardnadze, provoquant des réactions au sein de ses partisans. Le Parti travailliste propose le 30 décembre 2003 de boycotter les élections présidentielles du 4 janvier 2004 et entre dans l’opposition à l’alliance Mikheil Saakachvili (président) – Zourab Jvania (premier ministre) – Nino Bourdjanadze (présidente du Parlement). 
Lors de l’élection présidentielle du 5 janvier 2008, le candidat du Parti travailliste, Chalva Natelachvili, obtient 6,49 % des suffrages exprimés. 
À la suite des élections législatives du 21 mai 2008, remportées par le Mouvement national uni, le Parti travailliste décide de boycotter le Parlement, accusant le pouvoir politique en place de fraude : ses quatre députés nouvellement élus, Chalva Natelachvili, Joseb Shatberashvili, Giorgi Gugava et Kakha Dzagania, démissionnent. 
Lors des élections législatives de 2012, le Parti travailliste recueille 1,25 % des suffrages exprimés au scrutin proportionnel plurinominal, sous le seuil des 5 %, et ne retrouve pas de siège au Parlement.  
Lors de l’élection présidentielle du 27 octobre 2013, le candidat du Parti travailliste, Chalva Natelachvili, obtient 2,87 % des suffrages exprimés. 
En prévision des élections législatives géorgiennes de 2016, le Parti travailliste présente Le 9 septembre 2016, une liste de vingt candidats menée par Shalva Natelashvili. Le 8 octobre 2016, il recueille 3,14 % des suffrages exprimés au scrutin proportionnel plurinominal, sous le seuil de 5%. Parallèlement, au scrutin majoritaire uninominal, aucun de ses candidats n’est en mesure de gagner au 2e tour. Il n’aura donc pas de représentant au nouveau Parlement.

### Élections législatives
| Élection | Votes  | %    | Sièges  | Rang |
| -------- | ------ | ---- | ------- | ---- |
| 2016     | 55 208 | 3,14 | 0 / 150 | 7e   |
| 2020     | 19 281 | 1,00 | 1 / 150 | 9e   |